# Football Club Sion
Maillots
Actualités
Le Football Club de Sion, appelé communément  FC Sion est un club de football de la ville de Sion en Suisse. Il évolue en première division suisse.

## Histoire
Le Football Club Sion a été fondé en 1909. Sa première rencontre se déroule sur la place de la Planta contre une équipe d’Aigle. Bien que moins expérimentés que leurs adversaires vaudois, les Sédunois parviennent à remonter un désavantage de deux buts à la mi-temps pour s’imposer finalement 3 à 2.
Le FC Sion joue successivement sur la place de la Planta, sur le terrain de l’usine à gaz, aux champs des îles (de 1914 à 1920), à la grange de l’hôpital (de 1920 à 1928), au parc des sports (de 1928 à 1968), et enfin au stade de Tourbillon, inauguré le 11 août 1968, dans le quartier de Champsec – Vissigen. Un projet controversé parlait de déménager le club de la capitale du Valais à Riddes mais ce dernier a été abandonné face au peu d'engouement suscité.
Après la Première Guerre mondiale, le FC Sion se bat dans le championnat valaisan de série A et B. En 1925, Sion remporte 5 à 2 la finale de ce championnat contre Martigny devant 500 spectateurs et accède à la série C suisse, région romande.
En 1927, Sion remporte le titre en série B, en battant La Tour II par 6 à 1 et Martigny par 1 à 0 dans les finales. Les séries Promotion sont supprimées en 1931 et le FC Sion évolue dorénavant en 3e ligue. Le match de promotion, qui se joue à Villeneuve contre Lausanne II, est remporté par Sion qui monte ainsi en 2e ligue. 
Lors de la saison 1943-44, l’équipe termine première de son groupe devant Sierre et les deux équipes valaisannes sont promues en première ligue. Dans les années 1950, Jacques Guhl met en place l’école de football. En 1957, Sion domine le championnat et atteint la Ligue nationale B (LNB) avant d'être promu pour la première fois de son histoire en Ligue nationale A (LNA) en 1962, puis sa première coupe de Suisse en 1965. 
Dans les années 1970 et 1980, Sion remporte trois coupes de Suisse. En 1992, le club remporte son premier championnat suisse. En 1997, Sion remporte le doublé coupe-championnat bien que ce soit l'équipe de Neuchâtel qui ait marqué le plus grand nombre de points durant la saison. Pourtant, ce doublé cache une gestion financière problématique sous la présidence de Christian Constantin. Une procédure de sursis concordataire menée sous la conduite d'un comité de sept sages permet au club de survivre et demeurer en ligue nationale.
Par la suite, le club connaît un passage à vide et se débat avec des problèmes financiers. La faillite est évitée de justesse mais le club, une première fois relégué administrativement, se voit refuser sa licence professionnelle en 2003. Le FC Sion attaque la ligue nationale en justice et, sur ordre du juge cantonal, le FC Sion réintègre la deuxième division en octobre 2003 alors que le championnat a déjà commencé depuis trois mois. Trois saisons plus tard, en 2006, le club devient la première équipe de deuxième division à remporter la coupe suisse. Le FC Sion réintègre l’élite à la fin de cette même saison. 
En 2009, le FC Sion gagne une 11e finale de Coupe de Suisse. En 2011, le club se qualifie pour sa 12e finale de Coupe de Suisse et la remporte le 29 mai 2011 contre Neuchâtel Xamax 2 buts à 0.
Lors de la saison 2011/2012 le FC Sion est engagée dans un grand bras de fer juridique face aux instances dirigeantes du football. L'équipe se fera retirer 36 points, mais parviendra à garder la tête hors de l'eau et conserver sa place en première division.
En 2012, Sion réalise le transfert le plus retentissant de son histoire en enrôlant le champion du monde italien Gennaro Gattuso. Plusieurs fois vainqueur de la Ligue des champions et ancien capitaine du AC Milan, le joueur transalpin a été le fer de lance de l'équipe valaisanne.
En 2015, les Sédunois atteignent la finale de la Coupe de Suisse pour perpétuer le mythe de l'invincibilité valaisanne en finale. Ce défi ultime face à la meilleure équipe des 10 dernières années, le FC Bâle, est empreint de symboles, tel que la 13e étoile du drapeau, les 50 ans de la première victoire en Coupe ou les 200 ans de l'entrée du Valais dans la Confédération. Au terme d'un match entièrement dominé par les Valaisans (3-0), la coupe est remise aux Sédunois. En treize finales, les Sédunois restent invaincus à ce stade de la compétition.
Au printemps 2017, l'entraîneur Peter Zeidler, très apprécié des supporters, est licencié. Cette décision du président Christian Constantin est prise alors qu'une quatorzième finale de coupe attend les Valaisans, en disant qu'il assumera personnellement une défaite en finale. Le 25 mai 2017, le FC Sion s'incline lourdement face au FC Bâle sur le score de 3-0.
Le 6 juin 2023, le FC Sion est relégué en Challenge League après une défaite 4-2 au Stade olympique de la Pontaise contre le Football Club Stade Lausanne Ouchy au match retour du barrage, après avoir déjà perdu 2-0 au match aller. Le FC Sion termine premier de Challenge League et retrouve la Super League directement après une saison en deuxième division.

## Litige avec la FIFA
Le club valaisan fait parler de lui une première fois en 2008 à cause de l'affaire « El-Hadary ». Le transfert du gardien égyptien étant jugé comme illicite par la FIFA, le FC Sion se retrouve privé de transfert durant deux mercatos.
À l'été 2011, le club recrute 6 joueurs, qui seront jugés inaptes à jouer par l'UEFA. Cette dernière décide d'interdire aux nouvelles recrues de jouer et de retirer les points gagnés avec ces joueurs en championnat.
Dans le même laps de temps, malgré sa victoire sur les deux matchs face au Celtic Glasgow, la formation entraînée par Laurent Roussey se voit privée de Ligue Europa. Et par voie de conséquence, c'est le vice-champion d’Écosse qui, selon la décision de l'UEFA, est requalifié pour la phase de poules.
Mais le FC Sion n'accepte pas cette décision et recourt au tribunaux suisses. Par mesures superprovisionnelles, le Tribunal cantonal vaudois dit que le FC Sion a le droit de jouer le premier match,. Mais l'UEFA refuse de mettre en œuvre cette décision. Le 15 décembre 2011, le Tribunal arbitral du sport refuse d'ordonner la réintégration du FC Sion en Ligue Europa 2011/2012. Dans le même temps, le FC Sion obtient une décision des tribunaux suisses contre l'Association suisse de football (ASF) obligeant cette dernière à qualifier sans délai les six joueurs pour les matchs en Suisse. À la suite de ce jugement, la FIFA pose un ultimatum à l'ASF : si l'ASF n'a pas pris de sanctions contre le FC Sion d'ici au 13 janvier 2012, l'association elle-même sera suspendue, privant du même coup l'ensemble des équipes suisses et l'équipe nationale de toute compétition internationale. Cette menace ne sera finalement pas mise à exécution. Le FC Sion porte alors plainte pénale à Zurich contre les membres du comité exécutif de la FIFA, estimant que ceux-ci ont contrevenu l'article 181 du Code pénal suisse : cet article punit la contrainte.
Le 30 décembre, l'Association suisse décide d'infliger une pénalité de 36 points au FC Sion. Il passe de la 3e place à la dernière avec -5 points au classement. Christian Constantin envisage un nouveau recours aux tribunaux civils, cette fois-ci pour attaquer l'ASF devant la justice à Berne. Ce retrait de points contre le club valaisan satisfait pleinement la FIFA, qui retire son ultimatum. À la suite du retrait des points, Pascal Feindouno se retire du club valaisan. Avec la faillite administrative de Neuchâtel Xamax, le FC Sion sauve sa saison en terminant 9e, ce qui lui offre la chance d'éviter la relégation par des matchs de barrage face au FC Aarau. Le perdant des deux confrontations est relégué en Challenge League. Sion remporte 3-0 le match aller, à Tourbillon, grâce aux réussites de Mrdja et Margairaz. Au match retour, Aarau gagne 1-0. Le FC Sion conserve ainsi sa place dans l'élite suisse.

## Palmarès
En Coupe de Suisse le FC Sion peut se prévaloir de 13 victoires en 14 finales. Jusqu'en 2017, le FC Sion avait la particularité de n'avoir jamais perdu une finale de Coupe de Suisse. En 2006, le FC Sion devient le premier et seul club suisse de seconde division à gagner la Coupe de Suisse.
En 2015, il remporte son tournoi international de la Valais Cup (3e édition) grâce à deux victoires contre Shaktar Donetsk  3-2 et Olympique Lyonnais, 1-0.
| Compétitions nationales | Compétitions internationales |
| - Championnat de Suisse (2) - Champion : 1992, 1997 - Vice-champion : 1991, 1996 - Challenge League (D2) (2) - Champion : 1970, 2024 - Vice-champion : 1962, 2000, 2006 - Coupe de Suisse (13) - Vainqueur : 1965, 1974, 1980, 1982, 1986, 1991, 1995, 1996, 1997, 2006, 2009, 2011 et 2015 - Finaliste : 2017 - Supercoupe - Finaliste : 1986 | - Ligue des champions / Coupe d'Europe des clubs champions - Meilleure performance : 2e tour de la Ligue des champions de l'UEFA 1992-1993 et de la Ligue des champions de l'UEFA 1997-1998. - Coupe UEFA / Ligue Europa - Meilleure performance : Huitième de finaliste de la Coupe UEFA 1994-1995 Anciennes compétitions - Coupe d'Europe des vainqueurs de Coupe - Meilleure performance : Quart de finaliste de la Coupe d'Europe des vainqueurs de coupe de football 1986-1987 - Coupe Intertoto - Meilleure performance : 1er tour de la Coupe Intertoto 1998 - International football cup - Meilleure performance : Phase de groupe de l'International football cup 1966-1967 - Coupe des Alpes (4) - Meilleure performance : Tour préliminaire de la Coupe des Alpes 1962 et Coupe des Alpes 1972 |

## Performances en Coupes européennes
| Saison    | Compétition         | Tour                         | Adversaire              | Aller | Total | Retour    | Buteur                                                                             |
| --------- | ------------------- | ---------------------------- | ----------------------- | ----- | ----- | --------- | ---------------------------------------------------------------------------------- |
| 1965-1966 | Coupe des coupes    | 1er tour                     | Galatasaray             | 5-1   | 6-3   | 1-2       | 12e Eschmann, 50e Eschmann, 55e Quentin, 80e Stockbauer, 89e Desbiolles - 89e Sixt |
| 1965-1966 | Coupe des coupes    | 1/8                          | FC Magdebourg           | 1-8   | 3-10  | 2-2       | 35e Eschmann - 60e Desbiolles, 72e Desbiolles                                      |
| 1973-1974 | Coupe UEFA          | 1er tour                     | Lazio Rome              | 0-3   | 3-4   | 3-1       | 13e Isoz, 57e Barberis, 90e Isoz                                                   |
| 1974-1975 | Coupe des coupes    | 1er tour                     | Malmö FF                | 0-1   | 5-6   | 1-0 (4-5) | 82e Cucinotta                                                                      |
| 1980-1981 | Coupe des coupes    | 1er tour                     | SK Haugesund            | 1-1   | 1-3   | 0-2       | 64e Brigger                                                                        |
| 1982-1983 | Coupe des coupes    | Tour préliminaire            | Aberdeen FC             | 0-7   | 1-11  | 1-4       |                                                                                    |
| 1984-1985 | Coupe UEFA          | 1er tour                     | Atlético de Madrid      | 1-0   | 4-2   | 3-2       | Cina - Autobut, Cina, Cina                                                         |
| 1984-1985 | Coupe UEFA          | 2e tour                      | Željezničar Sarajevo    | 1-2   | 2-3   | 1-1       |                                                                                    |
| 1986-1987 | Coupe des coupes    | 1er tour                     | Aberdeen FC             | 1-2   | 4-2   | 3-0       | 40e Débonnaire - 5e Autobut, 29e Bouderbala, 88e Brigger                           |
| 1986-1987 | Coupe des coupes    | 2e tour                      | GKS Katowice            | 2-2   | 5-2   | 3-0       | 74e Brigger, 78e Cina - 57e Bregy, 58e Cina, 82e Brigger                           |
| 1986-1987 | Coupe des coupes    | 1/4                          | Lokomotive Leipzig      | 0-2   | 0-2   | 0-0       |                                                                                    |
| 1987-1988 | Coupe UEFA          | 1er tour                     | FK Velež Mostar         | 0-5   | 3-5   | 3-0       | Brigger, Bouderbala, Balet                                                         |
| 1989-1990 | Coupe UEFA          | 1er tour                     | Iraklis Salonique       | 1-0   | 2-1   | 2-0       | 76e Baljić, 84e Lopez                                                              |
| 1989-1990 | Coupe UEFA          | 2e tour                      | FC Karl-Marx-Stadt      | 2-1   | 3-5   | 1-4       | 48e Brigger, 67e Piffaretti - 41e (pen.) Cina                                      |
| 1991-1992 | Coupe des coupes    | 1er tour                     | Valur Reykjavik         | 0-1   | 2-1   | 1-1       | 80e Rey - 78e Orlando                                                              |
| 1991-1992 | Coupe des coupes    | 1/8                          | Feyenoord Rotterdam     | 0-0   | 3-5   | 0-0 (3-5) | Tirs au but : Calderon, Geiger, Baljić                                             |
| 1992-1993 | Ligue des champions | 1er tour                     | Tavria Simferopol       | 4-1   | 7-2   | 1-3       | 18e Hottiger, 35e Túlio, 72e Túlio, 77e Assis - 67e Túlio, 77e Túlio, 89e Herr     |
| 1992-1993 | Ligue des champions | 2e tour                      | FC Porto                | 2-2   | 2-6   | 0-4       | 55e Orlando, 61e Assis                                                             |
| 1994-1995 | Coupe UEFA          | 1er tour                     | Apollon Limassol        | 3-1   | 5-4   | 2-3       | Karl, 92eMarin                                                                     |
| 1994-1995 | Coupe UEFA          | 2e tour                      | Olympique de Marseille  | 2-0   | 3-3   | 1-3       | Wicky                                                                              |
| 1994-1995 | Coupe UEFA          | 1/8                          | FC Nantes               | 0-4   | 2-6   | 2-2       |                                                                                    |
| 1995-1996 | Coupe des coupes    | Tour préliminaire            | Tiligul-Tiras Tiraspol  | 0-0   | 3-2   | 3-2       | 22e Moser, 28e Herr, 44e Bonvin                                                    |
| 1995-1996 | Coupe des coupes    | 1er tour                     | AEK Athènes             | 0-2   | 2-4   | 2-2       | 20e Bonvin, 85e Giallanza                                                          |
| 1996-1997 | Coupe des coupes    | Tour préliminaire            | Kareda Sakalas Siauliai | 4-2   | 4-2   | 0-0       | 14e Chassot, 27e Bonvin, 35e Pančev, 88e Vercruysse                                |
| 1996-1997 | Coupe des coupes    | 1er tour                     | Nyva Vinnitsa           | 2-0   | 6-0   | 4-0       | 88e Colombo, 27e Bonvin, - 3e Lukic, 9e Vercruysse, 54e De Suza, 66e Vercruysse    |
| 1996-1997 | Coupe des coupes    | Huitième de finale           | Liverpool               | 1-2   | 4-8   | 3-6       | 11e Bonvin, 19e Chassot, 23e Bonvin, 64e Chassot                                   |
| 1997-1998 | Ligue des champions | 1er tour qualification       | AS La Jeunesse d'Esch   | 4-0   | 5-0   | 1-0       | 5e Lipawsky, 15e Seoane, 45e Lipawsky, 61e Derivaz - 88e Zambaz                    |
| 1997-1998 | Ligue des champions | 2e tour qualification        | Galatasaray             | 1-4   | 2-8   | 1-4       | 31e Lonfat -                                                                       |
| 1997-1998 | Coupe UEFA          | 1er tour                     | Spartak Moscou          | 0-1   | 2-4   | 2-3       |                                                                                    |
| 1998      | Coupe Intertoto     | 1er tour                     | TPS Turku               | 1-0   | 3-3   | 2-3       | - Pascale                                                                          |
| 2006-2007 | Coupe UEFA          | 2e tour préliminaire         | SV Ried                 | 0-0   | 1-0   | 1-0       | 35e Kuljic                                                                         |
| 2006-2007 | Coupe UEFA          | 1er tour                     | Bayer Leverkusen        | 0-0   | 1-3   | 1-3       | 75e Fernandes                                                                      |
| 2007-2008 | Coupe UEFA          | 2e tour préliminaire         | SV Ried                 | 1-1   | 4-1   | 3-0       | 93e Saborío - 40e Obradovic, 44e Zaki, 48e Domínguez                               |
| 2007-2008 | Coupe UEFA          | 1er tour                     | Galatasaray             | 3-2   | 4-7   | 1-5       | 7e Domínguez - 10e Vanczák, 32e Alioui - 90e Nwaneri                               |
| 2009-2010 | Ligue Europa        | Tour de barrages             | Fenerbahçe              | 0-2   | 2-4   | 2-2       | 9e Vanczák, 31e Chihab,                                                            |
| 2011-2012 | Ligue Europa        | Tour de barrages             | Celtic Glasgow          | 0-3   | 0-6,  | 0-3       | 2e (pen.) Feindouno, 63e Feindouno, 81e Sio                                        |
| 2015-2016 | Ligue Europa        | Phase de groupes 1re journée | Rubin Kazan             |       | 2-1   |           | 11e Konaté, 65e Kannunikov, 82e Konaté                                             |
| 2015-2016 | Ligue Europa        | Phase de groupes 2e journée  | Liverpool FC            |       | 1-1   |           | 17e Assifuah                                                                       |
| 2015-2016 | Ligue Europa        | Phase de groupes 3e journée  | Girondins de Bordeaux   |       | 0-1   |           | 21e Lacroix                                                                        |
| 2015-2016 | Ligue Europa        | Phase de groupes 4e journée  | Girondins de Bordeaux   |       | 1-1   |           | 93e Salatić                                                                        |
| 2015-2016 | Ligue Europa        | Phase de groupes 5e journée  | Rubin Kazan             |       | 2-0   |           |                                                                                    |
| 2015-2016 | Ligue Europa        | Phase de groupes 6e journée  | Liverpool FC            |       | 0-0   |           |                                                                                    |
| 2015-2016 | Ligue Europa        | 16e de finale                | SC Braga                | 1-2   | 3-4   | 2-2       | 53e Konaté, 16e Gekas, - 29e Gekas                                                 |
| 2017-2018 | Ligue Europa        | 3e tour préliminaire         | Sūduva Marijampolė      | 0-3   | 1-4   | 1-1       | 55e Konaté                                                                         |

## Classement UEFA
Historique du parcours européen du FC Sion
Au 2 novembre 2021, le FC Sion est classé à la 218e place.

## Parcours

### Relégations
- 1969 : Ligue nationale B
- 1999 : Ligue nationale B
- 2002 : n'ayant pas obtenu la licence, il est relégué en Ligue nationale B
- 2023 : Challenge League

### Promotions
- 1957 : est promu en LNB
- 1962 : est promu en LNA
- 1970 : est promu en LNA
- 2000 : est promu en LNA
- 2006 : est promu en ASL
- 2024 : est promu en CSSL

## Bilan saison par saison
| Saison    | Champ            | Cl  | Pts         | J  | G  | N  | P  | Bp | Bc | Diff | Coupe de Suisse | Coupe d'Europe                         | Autres compétitions | M. buteur       | B  | Entraîneur                                                 | Aff       |
|           |                  |     |             |    |    |    |    |    |    |      |                 |                                        |                     |                 |    |                                                            |           |
| --------- | ---------------- | --- | ----------- | -- | -- | -- | -- | -- | -- | ---- | --------------- | -------------------------------------- | ------------------- | --------------- | -- | ---------------------------------------------------------- | --------- |
| 1957-1958 | Ligue B          | 7e  | 29          | 26 | 12 | 5  | 9  | 46 | 50 | -4   | 1/16 f          |                                        |                     |                 |    | Guhl                                                       |           |
| 1958-1959 | Ligue B          | 4e  | 29          | 26 | 12 | 5  | 9  | 47 | 52 | -5   | 1/32 f          |                                        |                     |                 |    | Guhl                                                       |           |
| 1959-1960 | Ligue B          | 9e  | 23          | 26 | 10 | 3  | 13 | 54 | 52 | 2    | 1/32 f          |                                        |                     |                 |    | Séchehaye                                                  |           |
| 1960-1961 | Ligue B          | 6e  | 27          | 26 | 11 | 5  | 10 | 51 | 51 | 0    | 1/16 f          |                                        |                     |                 |    | Séchehaye                                                  |           |
| 1961-1962 | Ligue B          | 2e  | 35          | 26 | 14 | 7  | 5  | 62 | 36 | 26   | 1/8 f           |                                        |                     |                 |    | Spikofski                                                  |           |
| 1962-1963 | Ligue A          | 12e | 19          | 26 | 6  | 7  | 13 | 37 | 69 | -32  | 1/4 f           |                                        |                     |                 |    | Spikofski                                                  |           |
| 1963-1964 | Ligue A          | 10e | 21          | 26 | 9  | 3  | 14 | 52 | 58 | -6   | 1/4 f           |                                        |                     |                 |    | Mantula                                                    |           |
| 1964-1965 | Ligue A          | 9e  | 25          | 26 | 10 | 5  | 11 | 42 | 34 | 8    | vainqueur       |                                        |                     |                 |    | Mantula                                                    |           |
| 1965-1966 | Ligue A          | 8e  | 26          | 26 | 9  | 8  | 9  | 36 | 36 | 0    | 1/16 f          | C2: 1/8 f                              |                     |                 |    | Mantula                                                    |           |
| 1966-1967 | Ligue A          | 6e  | 26          | 26 | 10 | 6  | 10 | 48 | 38 | 10   | 1/2 f           |                                        |                     |                 |    | Mantula                                                    |           |
| 1967-1968 | Ligue A          | 9e  | 24          | 26 | 7  | 10 | 9  | 31 | 41 | -10  | 1/4 f           |                                        |                     |                 |    | Osojnak                                                    |           |
| 1968-1969 | Ligue A          | 13e | 20          | 26 | 7  | 6  | 13 | 39 | 52 | -13  | 1/4 f           |                                        |                     |                 |    | Rösch                                                      |           |
| 1969-1970 | Ligue B          | 1er | 37          | 26 | 14 | 9  | 3  | 62 | 27 | 35   | 1/4 f           |                                        |                     |                 |    | Rösch                                                      |           |
| 1970-1971 | Ligue A          | 12e | 19          | 26 | 5  | 9  | 12 | 32 | 46 | -14  | 1/8 f           |                                        |                     |                 |    | Meylan                                                     |           |
| 1971-1972 | Ligue A          | 7e  | 26          | 26 | 9  | 8  | 9  | 37 | 36 | 1    | 1/8 f           |                                        |                     |                 |    | Blažević                                                   |           |
| 1972-1973 | Ligue A          | 3e  | 33          | 26 | 13 | 7  | 6  | 35 | 30 | 5    | 1/4 f           |                                        |                     |                 |    | Blažević                                                   |           |
| 1973-1974 | Ligue A          | 10e | 22          | 26 | 5  | 12 | 9  | 24 | 31 | -7   | vainqueur       | C3: 1er tour                           |                     |                 |    | Blažević                                                   |           |
| 1974-1975 | Ligue A          | 5e  | 31          | 26 | 12 | 7  | 7  | 45 | 30 | 15   | 1/8 f           | C2: 1er tour                           |                     |                 |    | Blažević                                                   | +003 912, |
| 1975-1976 | Ligue A          | 9e  | 21          | 26 | 6  | 9  | 11 | 40 | 54 | -14  | 1/4 f           |                                        |                     |                 |    | Blažević                                                   | +003 112, |
| 1976-1977 | Ligue A          | 9e  | 18          | 22 | 4  | 10 | 8  | 19 | 32 | -13  | 1/4 f           |                                        |                     |                 |    | Szabó                                                      | +002 246, |
| 1977-1978 | Ligue A          | 6e  | 12          | 10 | 0  | 1  | 9  | 8  | 27 | -19  | 1/8 f           |                                        |                     |                 |    | Szabó                                                      |           |
| 1978-1979 | Ligue A          | 12e | 11          | 22 | 3  | 5  | 14 | 20 | 52 | -32  | 1/8 f           |                                        |                     |                 |    | Szabó                                                      |           |
| 1979-1980 | Ligue A          | 6e  | 31          | 26 | 11 | 9  | 6  | 47 | 37 | 10   | vainqueur       |                                        |                     |                 |    | Jeandupeux                                                 |           |
| 1980-1981 | Ligue A          | 8e  | 24          | 26 | 8  | 8  | 10 | 35 | 42 | -7   | 1/2 f           | C2: 1er tour                           |                     |                 |    | Fulloné                                                    |           |
| 1981-1982 | Ligue A          | 6e  | 31          | 30 | 12 | 7  | 11 | 51 | 46 | 5    | vainqueur       |                                        |                     |                 |    | Donzé                                                      |           |
| 1982-1983 | Ligue A          | 7e  | 35          | 30 | 12 | 11 | 7  | 51 | 36 | 15   | 1/32 f          | C2: tour préliminaire                  |                     | Brigger         |    | Donzé                                                      |           |
| 1983-1984 | Ligue A          | 3e  | 43          | 30 | 18 | 7  | 5  | 74 | 39 | 35   | 1/8 f           |                                        |                     | Bregy           | 21 | Donzé                                                      |           |
| 1984-1985 | Ligue A          | 5e  | 36          | 30 | 14 | 8  | 8  | 56 | 49 | 7    | 1/16 f          | C3: 2e tour                            |                     | Cina            |    | Donzé                                                      |           |
| 1985-1986 | Ligue A          | 8e  | 33          | 30 | 14 | 5  | 11 | 54 | 39 | 15   | vainqueur       |                                        |                     |                 |    | Donzé                                                      |           |
| 1986-1987 | Ligue A          | 3e  | 42          | 30 | 17 | 8  | 5  | 76 | 38 | 38   | 1/2 f           | C2: 1/4 f                              |                     |                 |    | Donzé                                                      |           |
| 1987-1988 | Ligue A          | 9e  | 22          | 22 | 8  | 6  | 8  | 42 | 36 | 6    | 1/8 f           | C3: 1er tour                           |                     |                 |    | Donzé                                                      |           |
| 1988-1989 | Ligue A          | 3e  | 29          | 14 | 6  | 5  | 3  | 22 | 15 | 7    | 1/2 f           |                                        |                     |                 |    | Pazmandy                                                   |           |
| 1989-1990 | Ligue A          | 8e  | 19          | 14 | 1  | 5  | 8  | 10 | 22 | -12  | 1/16 f          | C3: 2e tour                            |                     |                 |    | Débonnaire                                                 | +008 165, |
| 1990-1991 | Ligue A          | 2e  | 29          | 14 | 3  | 8  | 3  | 14 | 15 | -1   | vainqueur       |                                        |                     | Baljić          | 7  | Trossero                                                   | +009 778, |
| 1991-1992 | Ligue A          | 1er | 33          | 14 | 7  | 5  | 2  | 23 | 16 | 7    | 1/4 f           | C2: 1/8 f                              |                     |                 |    | Trossero                                                   | +010 569, |
| 1992-1993 | Ligue A          | 6e  | 24          | 14 | 4  | 3  | 7  | 17 | 22 | -5   | 1/4 f           | C1: 2e tour                            |                     | Assis           |    | Brigger Andrey                                             | +007 483, |
| 1993-1994 | Ligue A          | 3e  | 31          | 14 | 5  | 5  | 4  | 21 | 15 | 6    | 1/16 f          |                                        |                     |                 |    | Barberis                                                   |           |
| 1994-1995 | Ligue A          | 6e  | 24          | 14 | 5  | 2  | 7  | 24 | 25 | -1   | vainqueur       | C3: 1/8 f                              |                     |                 |    | Barberis Richard                                           |           |
| 1995-1996 | Ligue A          | 2e  | 47          | 14 | 8  | 2  | 4  | 20 | 14 | 6    | vainqueur       | C2: 1er tour                           |                     |                 |    | Decastel Richard                                           |           |
| 1996-1997 | Ligue A          | 1er | 49          | 14 | 9  | 3  | 2  | 18 | 10 | 8    | vainqueur       | C2: 1/8 f                              |                     | Lukić           | 15 | Bigon                                                      |           |
| 1997-1998 | Ligue A          | 7e  | 30          | 22 | 7  | 9  | 6  | 30 | 27 | 3    | 1/8 f           | C1: 2e tour qualification C3: 1er tour |                     |                 |    | Richard                                                    |           |
| 1998-1999 | Ligue A          | 9e  | 23          | 22 | 5  | 8  | 9  | 22 | 36 | -14  | 1/4 f           | C4: 1er tour                           |                     |                 |    | In-Albon                                                   |           |
| 1999-2000 | Ligue B          | 2e  | 40          | 22 | 12 | 4  | 6  | 41 | 21 | 20   | 1/8 f           |                                        |                     |                 |    | Morini                                                     |           |
| 2000-2001 | Ligue A          | 7e  | 32          | 22 | 9  | 5  | 8  | 27 | 31 | -4   | 1/16 f          |                                        |                     |                 |    | Stambouli                                                  |           |
| 2001-2002 | Ligue A          | 6e  | 33          | 22 | 10 | 3  | 9  | 40 | 29 | 11   | 1/16 f          |                                        |                     |                 |    | Roussey                                                    |           |
| 2002-2003 | Ligue B          | 2e  | 39          | 22 | 12 | 3  | 7  | 35 | 27 | 8    | 1/16 f          |                                        |                     |                 |    | Richard                                                    |           |
| 2003-2004 | Challenge League | 6e  | 70          | 32 | 13 | 11 | 8  | 47 | 33 | 14   | -               |                                        |                     |                 |    | Tholot                                                     |           |
| 2004-2005 | Challenge League | 3e  | 68          | 34 | 19 | 11 | 4  | 63 | 33 | 30   | 1/8 f           |                                        |                     |                 |    | Gress                                                      |           |
| 2005-2006 | Challenge League | 2e  | 72          | 34 | 22 | 6  | 6  | 61 | 24 | 37   | vainqueur       |                                        |                     |                 |    | Moulin                                                     | +008 173, |
| 2006-2007 | Super League     | 3e  | 60          | 36 | 17 | 9  | 10 | 57 | 42 | 15   | 1/8 f           | C3: 1er tour                           |                     | Saborío         | 14 | Clausen Moulin Schällibaum Chapuisat Bigon                 | +012 304, |
| 2007-2008 | Super League     | 7e  | 43          | 36 | 11 | 10 | 15 | 48 | 51 | -3   | 1/8 f           | C3: 1er tour                           |                     | Saborío         | 17 | Bigon Roessli Jacobacci Bigon                              | +011 055, |
| 2008-2009 | Super League     | 8e  | 37          | 36 | 9  | 10 | 17 | 44 | 60 | -16  | vainqueur       |                                        |                     | Monterrubio     | 11 | Stielike Constantin Barberis Tholot                        | +009 383, |
| 2009-2010 | Super League     | 5e  | 51          | 36 | 14 | 9  | 13 | 63 | 57 | 6    | 1/16 f          | C3: tour de barrages                   |                     | Mpenza          | 21 | Tholot Challandes                                          | +010 761, |
| 2010-2011 | Super League     | 4e  | 54          | 36 | 15 | 9  | 12 | 47 | 36 | 11   | vainqueur       |                                        |                     | Sio             | 10 | Challandes Roussey                                         | +010 550, |
| 2011-2012 | Super League     | 9e  | 17 (-36pts) | 34 | 15 | 8  | 11 | 40 | 35 | 5    | 1/2 f           | C3: tour de barrages                   |                     | Vanczák         | 9  | Roussey Fontbonne Constantin Courbis Petković              | +010 276, |
| 2012-2013 | Super League     | 6e  | 48          | 36 | 13 | 9  | 14 | 40 | 54 | -14  | 1/2 f           |                                        |                     | Itaperuna       | 8  | Fournier Decastel Schürmann Muñoz Gattuso Rossini Decastel | +010 767, |
| 2013-2014 | Super League     | 8e  | 43          | 36 | 12 | 7  | 17 | 38 | 45 | -7   | 1/8 f           |                                        |                     | Itaperuna       | 8  | Decastel Roussey Ponte                                     | +006 122, |
| 2014-2015 | Super League     | 7e  | 45          | 36 | 12 | 9  | 15 | 47 | 48 | -1   | vainqueur       |                                        |                     | Konaté          | 16 | Chassot Dries Smajić Tholot                                | +007 978, |
| 2015-2016 | Super League     | 5e  | 50          | 36 | 14 | 8  | 14 | 52 | 49 | 3    | 1/2 f           | 1/16e de finale                        |                     | Konaté et Gekas | 10 | Tholot                                                     | +008 267, |
| 2016-2017 | Super League     | 4e  | 51          | 36 | 15 | 6  | 15 | 60 | 55 | 5    | finaliste       |                                        |                     | Akolo           | 15 | Tholot Constantin Zeidler Fournier                         | +009 172, |
| 2017-2018 | Super League     | 6e  | 42          | 36 | 11 | 9  | 16 | 53 | 56 | -3   | 1/16 f          | 3e tour de qualification               |                     | Cunha           | 10 | Tramezzani Gabri Jacobacci                                 | +009 922, |
| 2018-2019 | Super League     | 8e  | 43          | 36 | 12 | 7  | 17 | 50 | 55 | -5   | 1/4 f           |                                        |                     | Kasami          | 8  | Jacobacci Yakın                                            | +009 106, |
| 2019-2020 | Super League     | 8e  | 39          | 36 | 10 | 9  | 17 | 40 | 55 | -15  | 1/2 f           |                                        |                     | Kasami          | 11 | Henchoz Zermatten Dionisio Tramezzani                      | +005 711, |
| 2020-2021 | Super League     | 9e  | 38          | 36 | 8  | 14 | 14 | 48 | 58 | -10  | 1/8 f           |                                        |                     | Karlen          | 9  | Grosso Constantin Raczynski Walker                         | +000234,  |
| 2021-2022 | Super League     | 7e  | 41          | 36 | 11 | 8  | 17 | 46 | 67 | -21  | 1/16e f         |                                        |                     | Stojilković     | 11 | Walker Tramezzani                                          | +006 983, |
| 2022-2023 | Super League     | 10e | 31          | 36 | 7  | 10 | 19 | 41 | 73 | -32  | 1/4 f           |                                        |                     | Sio             | 9  | Tramezzani Celestini Bettoni Tramezzani                    | +008 375, |
| 2023-2024 | Challenge League | 1er | 79          | 36 | 23 | 10 | 3  | 72 | 23 | 49   | 1/2 f           |                                        |                     | Sorgic          | 16 | Tholot                                                     | +006 542, |
| 2024-2025 | Super League     | 9e  |             |    |    |    |    |    |    |      |                 |                                        |                     |                 |    |                                                            |           |
| Saison    | Champ            | Cl  | Pts         | J  | G  | N  | P  | Bp | Bc | Diff | Coupe de Suisse | Coupe d'Europe                         | Autres compétitions | M. buteur       | B  | Entraîneur                                                 | Aff       |

Champ = championnat ; Cl = classement ; Pts = points ; J = joués ; G = gagnés ; N = nuls ; P = perdus ; Bp = buts pour ; Bc = buts contre ; Diff = différence de buts

C1 = Ligue des champions (depuis 1992, Coupe des clubs champions de 1955 à 1992) ; C2 = Coupe des coupes (de 1961 à 1999) ; C3 = Ligue Europa (depuis 2009, Coupe UEFA de 1971 à 2009, Coupe des villes de foires de 1955 à 1971) ; C4 = Ligue Conférence (depuis 2024, Ligue Europa Conférence de 2021 à 2024) ; CI = Coupe Intertoto (de 1995 à 2008)

M. buteur = meilleur buteur en championnat; B = buts marqués par le meilleur buteur en championnat; Aff = affluence moyenne en championnat
champion, vainqueur ou meilleur buteurvice-champion ou finalistepromubarrage de promotionreléguébarrage de relégation

## Entraîneurs
| - 1947 - 1949 Vittorio Barberis - 1949 - 1951 Carlo Pinter - 1951 - 1952 Joseph Wuilloud - 1952 - 1953 Henri Humbert et Mathey - 1953 - 1954 Paul Allégroz - 1954 - 1955 Henri Humbert - 1955 - 1959 Jacques Guhl - 1959 - 1961 Frank Séchehaye - 1961 - 1963 Karl-Heinz Spikofski (juillet - mars) - 1963 - 1967 Lev Mantula (mars - juillet) - 1967 - 1968 Stojan Osojnak (juillet - novembre) - 1968 - 1970 Peter Rösch (novembre - juillet) - 1970 - 1971 Maurice Meylan (juillet - septembre) - 1971 - 1976 Miroslav Blažević (septembre - juillet) - 1976 - 1979 István Szabó - 1979 - 1980 Daniel Jeandupeux - 1980 - 1981 Oscar Fulloné - 1981 - 1988 Jean-Claude Donzé (juillet - janvier) - 1988 - 1989 Peter Pazmandy (janvier - juillet) - 1989 - 1990 Yves Débonnaire - 1990 - 1992 Enzo Trossero - 1992 - 1993 Jean-Paul Brigger (juillet - janvier) (22 matches) - 1993 - 1993 Claude Andrey (janvier - juillet) (14 matches) - 1993 - 1994 Umberto Barberis (juillet - octobre) (50 matches) - 1994 - 1995 Jean-Claude Richard (octobre - juillet) (22 matches) - 1995 - 1996 Michel Decastel (juillet - août) (44 matches) - 1996 - 1996 Jean-Claude Richard (août - août) (2 matches) - 1996 - 1997 Alberto Bigon (août - septembre) (41 matches) - 1997 - 1998 Jean-Claude Richard (septembre - mars) (11 matches) - 1998 - 1998 Jochen Dries (mars - novembre) - 1998 - 1999 Charly In-Albon (novembre - mars) - 1999 - 1999 Olivier Rouyer (mars - juillet) - 1999 - 2000 Roberto Morinini (juillet - janvier) - 2000 - 2001 Henri Stambouli (janvier - juillet) - 2001 - 2002 Laurent Roussey (juillet - juin) - 2002 - 2003 Jean-Claude Richard (juillet - mars) (5 matches) - 2003 - 2003 Charly Roessli (mars - juin) (9 matches) - 2003 - 2003 Didier Tholot (juillet - novembre) (25 matches) - 2003 - 2004 Didier Tholot et Guy David (novembre - janvier) (5 matches) - 2004 - 2004 Didier Tholot, Guy David et Ami Rebord (janvier - mai) (13 matches) - 2004 - 2004 Admir Smajić (mai - juillet) (7 matches) | - 2004 - 2004 Christian Zermatten (août - août) (2 matches) - 2004 - 2005 Gilbert Gress (août - mars) (18 matches) - 2005 - 2005 Gianni Dellacasa (mars - octobre) (26 matches) - 2005 - 2006 Christophe Moulin (octobre - mai) (22 matches) - 2006 - 2006 Néstor Clausen (mai - octobre) (9 matches) - 2006 - 2006 Christophe Moulin (octobre) (1 match) - 2006 - 2006 Marco Schällibaum (octobre - novembre) (5 matches) - 2006 - 2007 Pierre-Albert Chapuisat (novembre - février) (5 matches) - 2007 - 2007 Alberto Bigon (février - décembre) (34 matches) - 2007 - 2008 Charly Roessli et Maurizio Jacobacci (décembre - mars) (9 matches) - 2008 - 2008 Alberto Bigon (mars - mai) (9 matches) - 2008 - 2008 Uli Stielike (mai - novembre) (13 matches) - 2008 - 2008 Christian Constantin et Christian Zermatten (novembre - décembre) (5 matches) - 2008 - 2009 Umberto Barberis et Christian Zermatten (décembre - avril) (10 matches) - 2009 - 2009 Christian Constantin (avril) (1 match) - 2009 - 2010 Didier Tholot (avril - mai) (45 matches) - 2010 - 2011 Bernard Challandes (mai - février) (21 matches) - 2011 - 2012 Laurent Roussey (février - avril) (44 matches) - 2012 - 2012 Christian Constantin et Sébastien Fontbonne (avril) (1 match) - 2012 - 2012 Rolland Courbis et Sébastien Fontbonne (mai) (2 matches) - 2012 - 2012 Vladimir Petković (mai) (3 matches) - 2012 - 2012 Sébastien Fournier (juin - septembre) (8 matches) - 2012 - 2012 Michel Decastel (septembre - octobre) (7 matches) - 2012 - 2012 Pierre-André Schürmann (octobre - décembre) (4 matches) - 2013 - 2013 Víctor Muñoz (janvier - février) (3 matches) - 2013 - 2013 Gennaro Gattuso (février - mars) (11 matches) - 2013 - 2013 Arnaud Rossini (mars- mai) (9 matches) - 2013 - 2013 Michel Decastel (mai - octobre) (21 matches) - 2013 - 2014 Laurent Roussey (octobre - février) (8 matches) - 2014 - 2014 Raimondo Ponte (février - mai) (17 matches) - 2014 - 2014 Claudio Gentile (juin) (0 match) - 2014 - 2014 Frédéric Chassot (juin - août) (5 matches) - 2014 - 2014 Frédéric Chassot et Jochen Dries (août - septembre) (5 matches) - 2014 - 2014 Jochen Dries (septembre) (1 matches) | - 2014 - 2014 Jochen Dries et Admir Smajić (septembre - décembre) (9 matches) - 2015 - 2016 Didier Tholot (janvier - août) (70 matches) - 2016 - 2016 Christian Constantin (août) (2 matches) - 2016 - 2017 Peter Zeidler (août - avril) (28 matches) - 2017 - 2017 Sébastien Fournier (avril-juin) (7 matches) - 2017 - 2017 Paolo Tramezzani (juin - octobre) (16 matches) - 2017 - 2018 Gabriel de la Torre (octobre - février) (8 matches) - 2018 - 2018 Maurizio Jacobacci (février - septembre) (24 matches) - 2018 - 2019 Murat Yakın (septembre - mai) (28 matches) - 2018 - 2019 Christian Constantin (mai) (1 match) - 2018 - 2019 Christian Zermatten (mai - juin) (4 matches) - 2019 - 2019 Stéphane Henchoz (juin - novembre) (13 matches) - 2019 - 2019 Christian Zermatten et Sébastien Bichard (novembre - décembre) (5 matches) - 2020 - 2020 Ricardo Dionisio (janvier - juin) (5 matches) - 2020 - 2020 Paolo Tramezzani (juin-août) (14 matches) - 2020 - 2021 Fabio Grosso (août-mars) (25 matches) - 2021 - 2021 Christian Constantin (mars) (2 matches) - 2021 Marco Walker (mars-octobre) (24 matches) - 2021 - 2022 Paolo Tramezzani (octobre-novembre) (46 matches) - 2022 - Fabio Celestini (novembre) - 2023 - David Bettoni (mars et mai) - depuis juin 2023 - Didier Tholot |

## Présidents
| - 1909 - 1919 Robert Gillard - 1909 - 1919 Alfred Géroudet - 1909 - 1919 Raymond Bonvin - 1919 - 1922 Charles Aymon - 1923 - 1925 René Roulet - 1925 - 1927 Victor de Werra - 1927 - 1930 Charles de Kalbermatten - 1930 - 1932 Victor de Werra - 1932 - 1933 Henry de Roten - 1933 - 1937 Charles Aymon - 1937 - 1938 Arthur Beeger - 1938 - 1939 Charles Aymon - 1939 - 1942 Willy Amez-Droz - 1942 - 1943 Max Vuille - 1943 - 1945 Eugène Theler - 1945 - 1946 Pierre Putallaz - 1946 - 1947 René-Pierre Favre | - 1947 - 1955 Victor de Werra - 1955 - 1962 Jacques de Wolff - 1962 - 1966 Michel Andenmatten - 1966 - 1970 Henri Vouillamoz - 1971 - 1977 André Filippini - 1977 - 1978 Intérim par les « 7 sages » - 1978 - 1981 Jean-Claude Rudaz - 1981 - 1992 André Luisier - 1992 - 1997 Christian Constantin - 1997 - 1998 Intérim par Eric Comina - 1998 - 1999 Stéphane Riand - 1999 - 2002 Gilbert Kadji - 2002 - 2003 Jean-Daniel Bianchi - Depuis 2003 Christian Constantin |

## Historique du logo

Logo du FC Sion (1909-1976)
Logo du FC Sion (1977-2009)
Logo du FC Sion (2010-2022)
Logo du FC Sion (Depuis 2022)

## Équipementiers et sponsors
| Saisons   | Équipementiers | Sponsors                 |
| 1977-1978 | Puma           | Placette                 |
| 1978-1983 | Puma           | Le Nouvelliste           |
| 1983-1989 | Le Coq sportif | Le Nouvelliste           |
| 1989-1992 | Adidas         | Le Nouvelliste           |
| 1992-1993 | Nike           | Tamoil                   |
| 1993-1997 | Adidas         | Anthamatten              |
| 1997-1998 | Nike           |                          |
| 1998-1999 | Nike           |                          |
| 1998-2000 | Duarig         |                          |
| 2000-2001 | Galex          | Magro                    |
| 2001-2002 | Legea          | Magro                    |
| 2002-2004 | Adidas         |                          |
| 2004-2005 | Jako           |                          |
| 2005-2007 | Macron         | Giroud Vins              |
| 2007-2011 | Kappa          | PAM                      |
| 2011-2012 | Givova         | PAM                      |
| 2012-2012 | Givova         | Baldini                  |
| 2012-2013 | Erreà          | Baldini                  |
| 2013-2013 | Erreà          | Decarte                  |
| 2013-2014 | Erreà          | Les Fils Maye            |
| 2014-2015 | Erreà          | CO.H.EN Ski              |
| 2015-2016 | Erreà          | Alloboissons AFX Capital |
| 2016-2017 | Erreà          | AFX Capital              |